# Káloz
Káloz es un pueblo en el distrito de Székesfehérvár, en el condado de Fejér, Hungría.
En 1559 era propiedad de Mihály Cseszneky y Balázs Baranyai.